# Chromeurytoma beerwahi
Chromeurytoma beerwahi is een vliesvleugelig insect uit de familie Pteromalidae. De wetenschappelijke naam is voor het eerst geldig gepubliceerd in 1926 door Girault.